# Бронсън Пинчът
Бронсън Олкът Пинчът (на английски език - Bronson Alcott Pinchot) е американски актьор. Станал популярен с комедийните си роли и участието в сериалите „Напълно непознати“ и „Стъпка по стъпка“, както и в първата и трета част на хитовия филм Ченгето от Бевърли Хилс.
Пинчът е роден в Ню Йорк, син е на Розина и Хенри Пинчът. Майка му е от италианско-американски произход, а неговият баща е от руски еврейски произход.
Израства в Южна Калифорния, след като се дипломира в гимназия в Южна Пасадена, записва в Университета на Невада, след който учи в Университета в Йейл, където печели стипендия. Започва да учи живопис, но се интересува от актьорско майсторство. През 2002 година става член на Масонското братство.
Има сестра и двама братя, единият от тях – Джъстин, е гост в сериала „Напълно непознати“.
Пинчът се е сгодявал веднъж за режисьорката Ейми Хекерлинг.